# Squatina pseudocellata
Squatina pseudocellata es una especie de elasmobranquio escuatiniforme de la familia Squatinidae.